# Доліна (Ботошань)
Доліна (рум. Dolina) — село у повіті Ботошані в Румунії. Входить до складу комуни Леорда.
Село розташоване на відстані 377 км на північ від Бухареста, 18 км на північний захід від Ботошань, 113 км на північний захід від Ясс.

## Населення
За даними перепису населення 2002 року у селі проживали 640 осіб, з них 639 осіб (99,8%) румунів. Усі жителі села рідною мовою назвали румунську.